# Žalm 87
Žalm 87 („Na posvátných horách založil svůj chrám“) je biblický žalm. V překladech, které číslují podle Septuaginty, se jedná o 86. žalm. Žalm je nadepsán těmito slovy: „Pro Kórachovce, zpívaný žalm.“ Podle některých vykladačů toto nadepsání znamená, že žalm byl určen pro to, aby jej zpívali v Chrámu k tomu určení zpěváci. Raši uvádí, že žalmy s tímto jmenným označením složili synové Levity Kóracha, kteří se při sporu s Mojžíšem od svého otce oddělili a zachránili si tím nejen život, ale byli odměněni tím, že na nich spočinul Svatý duch a prorokovali.